# Фане (муніципалітет)
Фане (дан. Fanø) — муніципалітет у регіоні Південна Данія королівства Данія. Площа — 54.6 квадратних кілометрів. Адміністративний центр муніципалітету — місто Нордбю.

## Населення
У 2012 році населення муніципалітету становило 3251 особу.